# Blythipicus
Genre
Blythipicus est un genre d'oiseaux de la famille des Picidae, endémique de la zone indomalaise.

## Liste des espèces
D'après la classification de référence (version 2.2, 2009) du Congrès ornithologique international (ordre phylogénique) :
- Blythipicus rubiginosus – Pic porphyroïde
- Blythipicus pyrrhotis – Pic à oreillons rouges